# Liste des épouses des souverains de Prusse

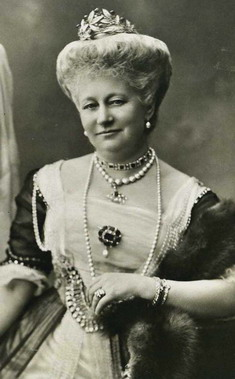
Augusta-Victoria de Schleswig-Holstein-Sonderbourg-Augustenbourg, dernière reine de Prusse et impératrice allemande.

Cette page donne la liste des duchesses de Prusse (1525-1701), des reines de Prusse (1701-1918) et des impératrices allemandes (1871-1918) : 

## Duchesses de Prusse (1525-1701)
| Portrait | Nom (dates)                                                               | Époux | Titres | Eléments biographiques |
| -------- | ------------------------------------------------------------------------- | --- | --- | --- |
|          | Dorothée de Danemark (1504-1547)                                          | - Albert de Brandebourg-Ansbach (mariage en 1526)                                                                    | - Duchesse de Prusse et margravine de Brandebourg (1526-1547)                                                                                            | - Princesse de la Maison d'Oldenbourg. Fille de Frédéric Ier de Danemark et d'Anne de Brandebourg. - Mère d'Anne-Sophie de Prusse. |
|          | Anne-Marie de Brunswick-Calenberg-Göttingen (1532-1568)                   | - Albert de Brandebourg-Ansbach (mariage en 1550)                                                                    | - Duchesse de Prusse et margravine de Brandebourg (1550-1568)                                                                                            | - Princesse de la Maison de Brunswick. Fille d'Éric Ier de Brunswick-Calenberg-Göttingen et d'Élisabeth de Brandebourg. - Mère d'Albert-Frédéric de Prusse. |
|          | Marie-Éléonore de Clèves (1550-1608)                                      | - Albert-Frédéric de Prusse (mariage en 1573)                                                                        | - Duchesse de Prusse (1573-1608) | - Princesse de la Maison de La Marck. Fille de Guillaume de Clèves et de Marie d'Autriche. - Mère d'Anne de Prusse, de Marie de Prusse, de Sophie de Prusse, d'Éléonore de Prusse et de Madeleine-Sibylle de Prusse. |
|          | Anne de Prusse (1576-1625)                                                | - Jean III Sigismond de Brandebourg (mariage en 1594)                                                                | - Princesse-électrice de Brandebourg (1608-1619) - Duchesse de Clèves, comtesse de La Mark et de Ravensberg (1614-1619) - Duchesse en Prusse (1618-1619) | - Princesse de la Maison de Hohenzollern. Fille d'Albert-Frédéric de Prusse et de Marie-Éléonore de Clèves. - Mère de Georges-Guillaume Ier de Brandebourg, d'Anne-Sophie de Brandebourg, de Marie-Éléonore de Brandebourg et de Catherine de Brandebourg. |
|          | Élisabeth-Charlotte du Palatinat (1597-1660)                              | - Georges-Guillaume Ier de Brandebourg (mariage en 1616)                                                             | - Princesse-électrice de Brandebourg et duchesse en Prusse (1619-1640)                                                                                   | - Princesse de la Maison de Wittelsbach. Fille de Frédéric IV du Palatinat et de Louise-Juliana d'Orange-Nassau. - Mère de Louise-Charlotte de Brandebourg, de Frédéric-Guillaume Ier de Brandebourg et d'Edwige de Brandebourg. |
|          | Louise-Henriette d'Orange (1627-1667)                                     | - Frédéric-Guillaume Ier de Brandebourg (mariage en 1646)                                                            | - Princesse-électrice de Brandebourg (1646-1667) - Duchesse en Prusse (1646-1657) puis de Prusse (1657-1667)                                             | - Princesse de la Maison d'Orange-Nassau. Fille de Frédéric-Henri d'Orange-Nassau et d'Amélie de Solms-Braunfels. - Mère de Charles-Émile de Brandebourg et de Frédéric Ier de Prusse. |
|          | Sophie-Dorothée de Schleswig-Holstein-Sonderbourg-Glücksbourg (1636-1689) | - Christian-Louis de Brunswick-Lunebourg (mariage en 1653) - Frédéric-Guillaume Ier de Brandebourg (mariage en 1668) | - Duchesse de Brunswick-Lunebourg (1653-1665) - Princesse-électrice de Brandebourg et duchesse de Prusse (1668-1688)                                     | - Princesse de la Maison de Schleswig-Holstein-Sonderbourg. Fille de Philippe de Schleswig-Holstein-Sonderbourg-Glücksbourg et de Sophie de Saxe-Lauenbourg. - Mère de Philippe-Guillaume de Brandebourg-Schwedt, de Marie-Amélie de Brandebourg, d'Albert-Frédéric de Brandebourg-Schwedt, de Charles-Philippe de Brandebourg-Schwedt, d'Élisabeth-Sophie de Brandebourg et de Christian-Louis de Brandebourg-Schwedt. |
|          | Sophie-Charlotte de Hanovre (30 octobre 1668 – 1er février 1705)          | - Frédéric Ier de Prusse (mariage en 1684)                                                                           | - Princesse-électrice de Brandebourg (1688-1705) - Duchesse de Prusse (1688-1701) puis reine en Prusse (1701-1705)                                       | - Princesse de la Maison de Hanovre. Fille d'Ernest-Auguste de Hanovre et de Sophie de Palatinat. - Mère de Frédéric-Guillaume Ier de Prusse. |

## Reines de Prusse (1701-1871)
| Portrait | Nom (dates)                                                                              | Époux                                                | Titres | Eléments biographiques |
| -------- | ---------------------------------------------------------------------------------------- | ---------------------------------------------------- | --- | --- |
|          | Sophie-Charlotte de Hanovre (30 octobre 1668 – 1er février 1705)                         | - Frédéric Ier de Prusse (mariage en 1684)           | - Princesse-électrice de Brandebourg (1688-1705) - Duchesse de Prusse (1688-1701) puis reine en Prusse (1701-1705) | - Princesse de la Maison de Hanovre. Fille d'Ernest-Auguste de Hanovre et de Sophie de Palatinat. - Mère de Frédéric-Guillaume Ier de Prusse. |
|          | Sophie-Louise de Mecklembourg-Schwerin (6 mai 1685 – 29 juillet 1735)                    | - Frédéric Ier de Prusse (mariage en 1708)           | - Reine en Prusse, princesse-électrice de Brandebourg et princesse de Neuchâtel (1708-1713)                        | - Princesse de la Maison de Mecklembourg. Fille d'Adolphe-Frédéric Ier de Mecklembourg-Schwerin et de Christine-Wilhelmine de Hesse-Hombourg. |
|          | Sophie-Dorothée de Hanovre (16 mars 1687 – 28 juin 1757)                                 | - Frédéric-Guillaume Ier de Prusse (mariage en 1706) | - Reine en Prusse et princesse de Neuchâtel (1713-1740)                                                            | - Princesse de la Maison de Hanovre. Fille de George Ier de Grande-Bretagne et de Sophie-Dorothée de Brunswick-Lunebourg. - Mère de Wilhelmine de Prusse, de Frédéric II de Prusse, de Frédérique-Louise de Prusse, de Philippine-Charlotte de Prusse, de Sophie-Dorothée de Prusse, de Louise-Ulrique de Prusse, d'Auguste-Guillaume de Prusse, d'Anne-Amélie de Prusse, d'Henri de Prusse et d'Auguste-Ferdinand de Prusse. |
|          | Élisabeth-Christine de Brunswick-Wolfenbüttel-Bevern (8 novembre 1715 – 13 janvier 1797) | - Frédéric II de Prusse (mariage en 1733)            | - Reine en Prusse (1740-1772) puis de Prusse (1772-1786) - Princesse de Neuchâtel (1740-1786)                      | - Princesse de la Maison de Brunswick. Fille de Ferdinand Albert II de Brunswick-Wolfenbüttel et d'Antoinette de Brunswick-Wolfenbüttel. |
|          | Frédérique-Louise de Hesse-Darmstadt (16 octobre 1751 – 25 février 1805)                 | - Frédéric-Guillaume II de Prusse (mariage en 1769)  | - Reine de Prusse et princesse de Neuchâtel (1786-1797)                                                            | - Princesse de la Maison de Hesse. Fille de Louis IX de Hesse-Darmstadt et de Caroline de Palatinat-Deux-Ponts-Birkenfeld. - Mère de Frédéric-Guillaume III de Prusse, de Wilhelmine de Prusse, d'Henri-Charles de Prusse, d'Augusta de Prusse et de Guillaume de Prusse. |
|          | Louise de Mecklembourg-Strelitz (10 mars 1776 – 19 juillet 1810)                         | - Frédéric-Guillaume III de Prusse (mariage en 1793) | - Reine de Prusse (1797-1810) - Princesse de Neuchâtel (1797-1806)                                                 | - Princesse de la Maison de Mecklembourg. Fille de Charles II de Mecklembourg-Strelitz et de Frédérique de Hesse-Darmstadt. - Mère de Frédéric-Guillaume IV de Prusse, de Guillaume Ier d'Allemagne, de Charlotte de Prusse, de Charles de Prusse, d'Alexandrine de Prusse, de Louise de Prusse et d'Albert de Prusse. |
|          | Élisabeth de Bavière (13 novembre 1801 – 14 décembre 1873)                               | - Frédéric-Guillaume IV de Prusse (mariage en 1823)  | - Reine de Prusse (1840-1861) - Princesse de Neuchâtel (1840-1847)                                                 | - Princesse de la Maison de Wittelsbach. Fille de Maximilien Ier de Bavière et de Caroline de Bade. |
|          | Augusta de Saxe-Weimar-Eisenach (30 septembre 1811 – 7 janvier 1890)                     | - Guillaume Ier d'Allemagne (mariage en 1829)        | - Reine de Prusse (1861-1888) - Impératrice d'Allemagne (1871-1888)                                                | - Princesse de la Maison de Wettin. Fille de Charles-Frédéric de Saxe-Weimar-Eisenach et de Maria Pavlovna de Russie. - Mère de Frédéric III d'Allemagne et de Louise de Prusse. |

## Impératrices allemandes et reines de Prusse (1871-1918)
| Portrait | Nom (dates)                                                                                        | Époux                                         | Titres | Eléments biographiques | Armoiries |
| -------- | -------------------------------------------------------------------------------------------------- | --------------------------------------------- | --- | --- | --------- |
|          | Augusta de Saxe-Weimar-Eisenach (30 septembre 1811 – 7 janvier 1890)                               | - Guillaume Ier d'Allemagne (mariage en 1829) | - Reine de Prusse (1861-1888) - Impératrice d'Allemagne (1871-1888)                                                                 | - Princesse de la Maison de Wettin. Fille de Charles-Frédéric de Saxe-Weimar-Eisenach et de Maria Pavlovna de Russie. - Mère de Frédéric III d'Allemagne et de Louise de Prusse. |           |
|          | Victoria du Royaume-Uni (21 novembre 1840 – 5 août 1901)                                           | - Frédéric III d'Allemagne (mariage en 1858)  | - Princesse héritière du Royaume-Uni (1840-1841) - Princesse royale (1841-1901) - Impératrice d'Allemagne et reine de Prusse (1888) | - Princesse de la Maison de Saxe-Cobourg et Gotha. Fille de Victoria du Royaume-Uni et d'Albert de Saxe-Cobourg-Gotha. - Mère de Guillaume II d'Allemagne, de Charlotte de Prusse, d'Henri de Prusse, de Victoria de Prusse, de Waldemar de Prusse, de Sophie de Prusse et de Marguerite de Prusse.                                                                    |           |
|          | Augusta-Victoria de Schleswig-Holstein-Sonderbourg-Augustenbourg (22 octobre 1858 – 11 avril 1921) | - Guillaume II d'Allemagne (mariage en 1881)  | - Impératrice d'Allemagne et reine de Prusse (1888-1918) - Épouse du prétendant au trônes d'Allemagne et de Prusse (1918-1921)      | - Princesse de la Maison de Schleswig-Holstein-Sonderbourg. Fille de Frédéric-Auguste de Schleswig-Holstein-Sonderbourg-Augustenbourg et d'Adélaïde de Hohenlohe-Langenbourg. - Mère de Guillaume de Prusse, d'Eitel-Frédéric de Prusse, d'Adalbert de Prusse, d'Auguste-Guillaume de Prusse, d'Oscar de Prusse, de Joachim de Prusse et de Victoria-Louise de Prusse. |           |

## Prétendantes au titre
- Hermine Reuss zu Greiz (deuxième épouse de Guillaume II d’Allemagne)
- Cécilie de Mecklembourg-Schwerin (épouse du Kronprinz Guillaume de Prusse)
- Kira Kirillovna de Russie (épouse de Louis-Ferdinand de Prusse)
- Sophie d'Isembourg (épouse de Georges-Frédéric de Prusse)

## Autres
- Élisabeth-Christine-Ulrique de Brunswick-Wolfenbüttel, princesse de Prusse (première épouse du futur Frédéric Ier de Prusse)
- Élisabeth de Brunswick-Wolfenbüttel, princesse de Prusse (première épouse du futur Frédéric-Guillaume II de Prusse)
- Auguste von Arrach, comtesse de Hohenzollern (épouse morganatique de Frédéric-Guillaume III de Prusse)